# Theodora van Campen-Doesburg
Albertina Theodora Adriana (Doortje) van Campen-Doesburg (Amsterdam, 7 december 1853 – aldaar, 28 juli 1930) was protestants feminist, onderwijzer en actief in de vrouwenbeweging. Ze was medeoprichter van de Vrije Vrouwenvereeniging in 1889 en de Vereeniging voor Vrouwenkiesrecht in 1894. 

## Levensloop
Doesburg was onderwijzeres nuttige handwerken (o.a. breien, stoppen, borduren en naaien) tot aan haar huwelijk. Ze trouwde in 1878 met de progressieve fabrikant Lieuwe van Campen.
In oktober 1889 behoorde Doesburg tot de zes vrouwen die de Vrije Vrouwenbeweging oprichtten. Dit was de eerste Nederlandse vrouwenbeweging die tot doel had de positie van de vrouw te verbeteren. Binnen deze groep vrouwen was Doesburg als een van de weinigen overtuigd christelijk. 
In 1893 namen de bestuurders van de Vrije Vrouwenbeweging initiatief voor het oprichten van de Vereeniging voor Vrouwenkiesrecht. Er werd een commissie benoemd waarin onder anderen Doesburg en Aletta Jacobs plaatsnamen. Doesburg bleek was als enige commissielid bereid om een bestuursfunctie van de nieuwe vereniging op zich te nemen. 
Ze schreef meerdere brieven aan De Amsterdammer, waarop vanuit de redactie gereageerd werd met een artikel. Zo pleitte ze middels een van deze brieven voor de oprichting van meer Gemeentelijke waschhuizen, om het huishoudelijk werk te verlichten. Ook uitte ze zichzelf als voorstander van arbeidsmogelijkheden voor gehuwde vrouwen. Niet alleen vrouwen die uit nood moesten bij verdienen, omdat sommige zieke of werkloze mannen niet in het onderhoud van een gezin konden voorzien, zouden volgens haar de mogelijkheid moeten hebben om te werken. Omdat een eigen inkomen belangrijk is voor het ontsnappen aan de afhankelijkheid van de man, pleitte Doesburg voor het recht op arbeidsmogelijkheden voor gehuwde vrouwen. 
Doesburg overleed op 28 juli 1930 op 77-jarige leeftijd te Amsterdam.